# Чорнотілка кульоподібна
Чорнотíлка кульоподíбна (Pimélia subglobósa (Pallas) — жук з родини Чорнотілки.

## Зовнішній вигляд
Жук має 14,0–18,5 мм завдовжки, тіло кульоподібне, опукле, чорне, слабо блискуче; верх голий.
Основні ознаки:
- з'єднувальні мембрани між 3-м, 4-м та 5-м помітними стернітами черевця розвинені;
- середні й задні гомілки тригранні, довжина гомілок збільшується від передньої до задньої пари ніг;
- надкрила без помітних борозенок, напівкульоподібні, зрослися між собою;
- крила не розвинені;
- 8-10-й членики вусиків кульоподібні, 9-10-й членики розширені до вершини;
- основа передньоспинки облямована.

Яйце біле, овально-закруглене, 3,6–4,0 × 1,7–1,9 мм; один бік звичайно звужений. У личинки тіло широке (співвідношення довжини до ширини складає 1 : 8). Членики тіла, починаючи з середини грудей і до 7-го членика черевця майже однакової ширини. Покриви у поперечних зморшках, опушені. Передній ноги найдовші і масивні. Довжина тіла 30–33 мм.

## Поширення
Вид поширений у Південно-Східній Європі, зокрема, в Греції, Болгарії, Румунії, на півдні Європейської частини Росії, а також у Туреччині та Казахстані.
В Україні він відомий з Криму, Запорізької, Дніпровської, Херсонської, Миколаївської, Одеської, Луганської, Полтавської та Донецької областей.

## Спосіб життя
Мешкають головним чином на цілинних ділянках: у заповідному степу (Асканія-Нова, Кам'яні Могили, Чорноморський біосферний заповідник), на схилах балок, ярів, поблизу лиманів та річок. Віддають перевагу добре освітленим біотопам із низьким розрідженим травостоєм. На Полтавщині облік на ділянці піщаного степу виявив, що цей вид має найбільшу чисельність серед усіх жуків.
Вид включений до Червоної книги Воронезької та Бєлгородської областей Росії.

## Значення у природі та житті людини
Подібно до інших біологічних видів, кульоподібна чорнотілка є невід'ємною ланкою природних екосистем — споживаючи рослинні тканини і стаючи здобиччю тварин — хижаків та паразитів. Зокрема, в Україні встановлено паразитування у цих жуках акантоцефалів Macracanthorhynchus hirudinaceus та Mediorhynchus petrotschenskoi. Пошкодження нею культивованих рослин не зафіксовані.